# 附格
附格（Associative，缩写：ass）是一种格，表达附属于某物。注意不要与表示伴随的共格混淆。
附格是一个语法类别，表达“X及其所属类群”，X是主格，一般指人。如匈牙利语János-ék意为“约翰及其同伴/约翰和他们”；:69或日语“田中たち”（Tanaka-tachi）意为“田中及其同伴/田中和他们”。